# Lucius Nonius Calpurnius Torquatus Asprenas
Lucius Nonius Calpurnius Torquatus Asprenas war ein römischer Politiker und Senator des 1. Jahrhunderts n. Chr.
Seine Eltern waren Nonius Asprenas (Torquatus?), der um 78 Suffektkonsul war, und Arria Calpurnia. Asprenas selbst war unter Kaiser Domitian Augur und wurde im Jahr 94 ordentlicher Konsul. Um 107/108 diente er als Prokonsul der Provinz Asia und im Jahr 94 wurde er erneut zum  Konsul ernannt.
Seine Tochter Torquata war mit Lucius Pomponius Bassus verheiratet, der im Jahr 118 Suffektkonsul war.